# Buffalo Philharmonic Orchestra
Das Buffalo Philharmonic Orchestra (BPO) ist ein US-amerikanisches Sinfonie-Orchester in Buffalo, New York. Hauptspielstätte des Orchesters ist die Kleinhans Music Hall, ein Kulturdenkmal (National Historic Landmark), benannt nach dem Eigentümer eines großen Männerbekleidungsgeschäfts, nach dessen testamentarischem Willen das Gebäude in den 1930er Jahren erbaut worden ist. Das Repertoire des Orchesters ist während der normalen Spielzeit mit Galakonzerten, klassischen Werken, Popkonzerten, Jugend- und Familienkonzerten breit gestreut. Während der Sommermonate spielt es auch in Parkanlagen und an Veranstaltungsorten im Westen des US-Bundesstaates New York. 
Cameron Baird, Frederick Slee und Samuel P. Capen gründeten das Orchester 1934. Zwei Gebäude der University at Buffalo, in denen Musik gelehrt wird, sind jeweils nach den Namen Bairds und Slees benannt, während das Hauptgebäude mit der Verwaltung der Universität den Namen Capens trägt. Den ersten Auftritt hatte das Orchester in der Saison 1935–1936 unter dem Musikdirektor Lajos Shuk, konnte aber erst 1940 über die fertiggestellte Kleinhans Music Hall als Hauptspielstätte verfügen. Am 12. Oktober 1940 wurde die Halle mit einem Galakonzert eröffnet.
Ehemalige Musikdirektoren des BPO waren William Steinberg, Josef Krips, Lukas Foss, Michael Tilson Thomas, Semyon Bychkov und Maximiano Valdés. Mit der Aufführung klassischer Werke des zwanzigsten Jahrhunderts war das Orchester unter Foss als Musikdirektor weltweit führend. Seit 1999 ist JoAnn Falletta Musikdirektorin, Stefan Sanders erster Dirigent und John Morris Russell, der auf Doc Severinsen in dieser Position folgte, erster Dirigent der Sparte Pop und Musical. Zu anderen namhaften Gastdirigenten in der Geschichte des BPO sind Leonard Bernstein, Igor Stravinsky, Ralph Vaughan Williams, Sir Neville Marriner und Henry Mancini zu zählen. Weitere Gastdirigenten in der Sektion Pop waren Marvin Hamlisch, Gewinner des Pulitzer-Preises für das Musical A Chorus Line, und Sorrell Booke.
Das Orchester bespielte eine beachtliche Anzahl Tonträger. Besonders zu erwähnen ist darunter die erste kommerzielle Aufnahme Dmitri Shostakovichs 7. Sinfonie unter Steinberg und die Einspielungen amerikanischer Kompositionen wie zum Beispiel von Frederick Converse und Charles Tomlinson Griffes für Naxos unter Falletta. Aber auch John Coriglianos Mr Tambourine Man, mit der Falletta und das BPO 2009 zwei Grammys gewann. Falletta gründete zudem ein hauseigenes Label mit dem Namen Beau Fleuve, mit dem sie CDs wie zum Beispiel Built For Buffalo, hauseigene Stücke sowie Carnivals and Fairy Tales und Robby Takac of the Goo Goo Dolls, zwei Orchesterwerke für Kinder, veröffentlichte. Das Orchester steuerte zudem den Soundtrack zu Woody Allens Manhattan bei.

## Geschichte

### Gründung und frühe Jahre
Während der späten 1920er und frühen 1930er Jahre gab es Anstrengungen, ein professionelles Orchester für Buffalo und Umgebung zu gründen. 1934 gelang es Cameron Baird, Frederick Slee und Samuel Capen den in Europa ausgebildeten Cellisten und Musikdirektor der New York Civic Symphony, Lajos Shuk, als Dirigenten in Buffalo zu gewinnen. Schon kurze Zeit später formte Shuk aus jungen Musikern ein Orchesterensemble und konnte schon in der Saison 1935 bis 1936 mit mehreren klassischen Konzertauftritten an die Öffentlichkeit gehen.
Während der Präsidentschaft Edgar F. Wendts an der Spitze der Buffalo Philharmonic Orchestra Society entwickelte sich der Klangkörper dank der Unterstützung und finanziellen Zuwendungen des Federal Art Project bis 1937 zu einem respektablen Orchester mit zusätzlichen erfahrenen Musikern und dem zuvor als Dirigent an der Dallas Symphony tätigen Franco Autori.
Während der folgenden zwei Jahre konsolidierte sich das Orchester trotz einiger administrativer Schwierigkeiten und finanzieller Probleme, dehnte aber während dieser Teit seine Aufführungen auch in die Umgebung Buffalos bis zum Beispiel Niagara Falls aus und konnte für seine Konzerte namhafte Solisten gewinnen. In der Saison 1939–1940 wurde das Orchester vergrößert und auch die Darbietung von Pop-Musik in sein Programm mit aufgenommen. Was dem Orchester dann noch fehlte, war eine angemessene Spielstätte in Buffalo.

### Kleinhans Music Hall

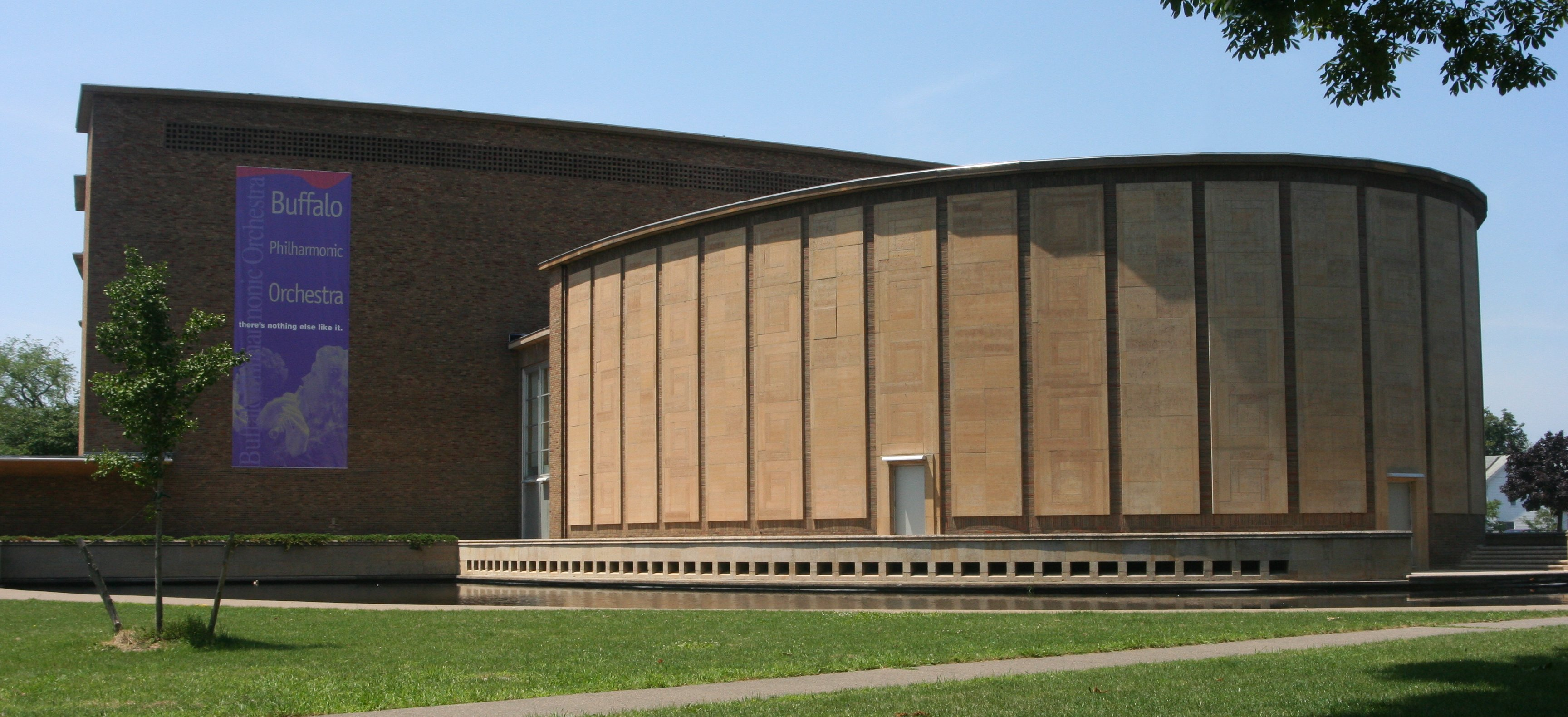
Kleinhans Music Hall, Hauptspielstätte des Orchesters

Die im Oktober 1940 eröffnete Kleinhans Music Hall ist ein international anerkanntes Juwel als Konzerthalle mit einer hervorragenden Akustik und 2.400 Sitzplätzen. Zum größten Teil mit dem Geld einer testamentarisch gegründeten Stiftung des Ehepaares Edward L. Kleinhans und Mary Seaton Kleinhans, Inhaber eines großen Bekleidungsgeschäftes in Buffalo erbaut, ist die Kleinhans Music Hall noch heute die Hauptspielstätte des BPO. Durch mehrere bauliche Veränderungen seit den 1940er Jahren hat sich das Erscheinungsbild der Halle während dieser Zeit ein wenig verändert, bekam aber trotzdem vom Innenministerium der Vereinigten Staaten 1989 das Prädikat National Historic Landmark (Kulturdenkmal) verliehen. 
Nachdem das Orchester nun über eine angemessene Spielstätte verfügte, kam es intern zu Veränderung mit der Vergrößerung des Klangkörpers und extern zur Ausweitung von Gastvorstellungen außerhalb Buffalos, zu einer Vergrößerung des Repertoires, der Verpflichtung namhafter Solisten und einer Serie von Radiodirektübertragungen. Mit der Premiere von Coplands Lincoln Portrait und Carl Sandburg als Erzähler verabschiedete sich Franco Autori im Frühling 1945 als Musikdirektor des Orchesters.

### William-Steinberg-Ära
Einen Coup landete 1945 der Präsident des Musik-Departments der University at Buffalo, Cameron Baird, mit der Verpflichtung William Steinbergs als Musikdirektor auf Empfehlung Arturo Toscaninis, dessen Assistenzdirigent Steinberg beim NBC Symphony Orchestra war.
Die Steinberg-Ära kennzeichnete besonders die personellen Veränderungen mit der Verpflichtung vieler europäischer Musiker, die nach dem Ende des Zweiten Weltkriegs in den USA, wie Steinberg selbst, eine neue Heimat suchten. Insbesondere den Geigern, die in Europa ihre Ausbildung genossen hatten, verdankte das Orchester in den späten 1940er und in den 1950er Jahren eine gewisse europäische Klangrichtung, die ganz besonders auf der ersten kommerziellen Schallplatte mit Schostakowitschs 7. Sinfonie, die das BPO für das Label Musicraft 1947 bespielte, zur Geltung gekommen ist. Viele weitere Tonträgereinspielungen folgten für National Broadcasting Company (NBC), die in den Archiven des Orchesters und der Library of Congress aufbewahrt werden.

### Krips und Foss
Nachdem Steinberg 1952 zur Pittsburgh Symphony gewechselt war, leitete für ein Jahr Izler Solomon das inzwischen zu einigem Ansehen gekommene Orchester kommissarisch. 1954 gelang es dem Verwaltungsrat des BPO, den am London Symphony Orchestra als Musikdirektor tätigen Josef Krips abzuwerben, der vor dem Krieg dieselbe Position an der Wiener Staatsoper innehatte. Unter Krips verlängerten sich die Saison der Spielzeit und die Anzahl der Mitglieder des Ensembles, und es wurden vermehrt Tourneen durch die östlichen Staaten der Vereinigten Staaten und Kanada gemacht. Die Tradition der europäischen Musikkultur, die schon unter Steinberg gepflegt wurde, führte auch Krips bis zur Vollkommenheit weiter.
1963 führte Krips’ Weg weiter an die San Francisco Symphony, und mit dem Engagement des Komponisten, Dirigenten und Klaviervirtuosen Lukas Foss als neuen Chef des BPO wehte ein frischer Wind durch das Orchester der Buffalo Philharmonic, und der „Sound“ amerikanischer Prägung kam wieder zu seinem Recht. Für das Eröffnungskonzert in der Kleinhans Hall dirigierte Foss Charles Ives’ Unanswered Question und danach Igor Strawinskys Le Sacre du printemps mit großem Erfolg. Nachdem das BPO unter Foss mit ihrem Können für immer mehr Aufsehen sorgte, bekam es eine Einladung, das erste Mal in der Carnegie Hall eine Vorstellung zu geben und war danach ständiger Gast in dieser angesehenen Spielstätte. Die ersten namhaften Tonaufnahmen für das Label Nonesuch unter Foss waren Werke von Sibelius, Cage, Penderecki, Xenakis, Ruggles und Kompositionen von Foss selbst. Den ersten landesweiten Fernsehauftritt hatte das BPO am PBS mit Stockhausens Momente und Mussorgskis Bilder einer Ausstellung und einer darauf folgenden großen Tournee durch die Vereinigten Staaten mit Arthur Fiedler und dessen Pop-Repertoire. 1970 vereinbarte Foss mit dem damaligen Gouverneur des Staates New York Nelson Rockefeller den Ground Breaking Artpark zur ständigen Spielstätte des Orchester während der Sommersaison zu machen.

### 1971 – Gegenwart
Auf Foss, der 1971 das Angebot angenommen hatte, Musikdirektor an der Jerusalem Symphony zu werden, folgte der erst 24 Jahre alte Michael Tilson Thomas. Während der nächsten Jahre mit Thomas bespielte das Orchester mehrere Tonträger für das Label Columbia, darunter eindrucksvolle Umsetzungen einiger Kompositionen Gershwins, die später auch als Soundtrack für Woody Allens Film Manhattan zu hören waren. Gern gesehener Gast war das BPO in der Boston Symphony Hall, in Washington im Kennedy Center und der Carnegie Hall, in der auch eine bemerkenswerte Gala mit der Jazz-Sängerin Sarah Vaughan zur Aufführung kam.
1979 wechselte der Dirigentenstab von Thomas, der an die Los Angeles Philharmonic gegangen war, zu Julius Rudel von der New York City Opera. Trotz einiger finanzieller Engpässe lag Rudels Schwerpunkt auf der Ausweitung des klassischen Repertoires, zu dem auch Galakonzerte mit Beverly Sills und Plácido Domingo gehörten. Eine Tournee an die Westküste der USA brachte dem Orchester überschwängliche Kritiken in der Presse San Franciscos und Los Angeles ein. 
Nach Rudels Abschied im Frühjahr 1984 übernahm Semjon Bytschkow, ein junger russischer Emigrant, der schon drei Jahre zuvor als Gastdirigent am BPO tätig war, das Zepter. Bytschkow war alles andere als eine Notlösung, denn in der europäischen Presse wurde schon geraume Zeit darüber spekuliert, von welchem namhaften Orchester auf dem „Alten Kontinent“ er engagiert werden würde. Anlässlich des fünfzigsten Jahrestages der Gründung des Orchesters im Jahr 1988 bespielte das BPO einen Jubiläums-Tonträger mit der Koloratursopranistin Roberta Peters von der Metropolitan Opera und machte auch seine erste Tournee durch Europa. Zwei Konzerte im Wiener Musikverein waren ausverkauft, wie auch die Konzerte in Genf, Zürich, Mailand, Frankfurt und anderen Veranstaltungsorten in Deutschland und der Schweiz.
Nachdem Bytschkow 1989 an das Orchestre de Paris wechselte, übernahm der chilenische Dirigent Maximiano Valdés in Buffalo das „Kommando“. Trotz ernster finanzieller Engpässe besann sich das Orchester unter Valdés wieder auf die bewährten Werke der Klassik und der zeitgenössischen Musik.
Während anhaltender administrativer und fiskalischer Herausforderungen setzte die Leitung der Buffalo Philharmonic 1998 trotzdem neue Maßstäbe mit der Verpflichtung JoAnn Fallettas als Nachfolgerin Valdés’ in der Position des Musikdirektors. Sie war die erste Frau an der Spitze eines der großen US-Symphonieorchester. Außer ihrer soliden Kenntnis der klassischen Werke verfügt Falletta über die Fähigkeit, die Musikwerke internationaler und amerikanischer Komponisten im Auge zu behalten und sie gegebenenfalls auch in das Repertoire des Orchesters mit einzubinden. Unter ihrer Leitung wurde mit einer Serie von Radioübertragungen eine alte Gepflogenheit des Orchesters wiederbelebt. Auch gastierte sie mit dem Ensemble nach einer langen Zeit der Abwesenheit wieder in der Carnegie Hall, machte drei Tourneen durch Florida, bespielte mehr als 40 CDs für das Label Naxos und dirigierte das Orchester 2012 auf dem Saratoga Performing Arts Center. Namhafte Solisten wie Van Cliburn, Renée Fleming und André Watts gaben bei Falletta und dem BPO ebenfalls ihre Visitenkarte ab.

## Musikdirektoren
- Lajos Shuk (1935–1936)
- Franco Autori (1936–1945)
- William Steinberg (1945–1952)
- Izler Solomon (1952–1953, kommissarischer Leiter und Dirigent)
- Josef Krips (1954–1963)
- Lukas Foss (1963–1971)
- Michael Tilson Thomas (1971–1979)
- Julius Rudel (1979–1985)
- Semyon Bychkov (1985–1989)
- Maximiano Valdés (1989–1998)
- JoAnn Falletta (seit 1999)